# Rajneesh
Rajneesh Rajneesh (ur. 8 września 1988) – indyjski zapaśnik walczący w stylu wolnym. Zajął ósme miejsce na mistrzostwach Azji w 2015. Mistrz Igrzysk Azji Południowej w 2016. Mistrz Wspólnoty Narodów w 2011. Dziewiąty na igrzyskach wojskowych w 2015. Brązowy medalista wojskowych MŚ w 2016. Szósty w Pucharze Świata w 2014 i siódmy w 2016 roku.